# Joseph Jordans
Johannes Andres Xaver Joseph Jordans (* 1. März 1771 in Neuss; † 29. Mai 1833 auf Burg Morenhoven) war von 1816 bis 1818 der erste preußische Landrat des Kreises Rheinbach.

## Leben
Joseph Jordans war ein Sohn des Neusser Bürgermeisters Heinrich Hermann Jordans und dessen Ehefrau Maria Agnes, geb. von der Rhoer zu Ossenberg. Schon der Urgroßvater Hermann Jordans war Bürgermeister in Neuss.  
Joseph war von etwa 1805 bis zum 12. Dezember 1817 Maire der Mairie und späteren Bürgermeisterei Ollheim, als er am 10. Mai 1816 zum ersten kommissarischen Landrat des Kreises Rheinbach ernannt wurde. Das Amt des Landrats legte er am 23. Juni 1818 wegen Krankheit nieder. Mit der Burg Morenhoven erwarb er einen standesgemäßen Landsitz.

## Familie
Joseph Jordans heiratete 1792, nach genealogischen Quellen 1796, in Myllendonk Charlotte (Hubertine) von Maerken (* 26. Januar 1770 in Myllendonk; † 5. Dezember 1844 auf Burg Morenhoven), Tochter des Amtmanns Franz Rudolf von Maerken und dessen Ehefrau Elisabeth, geb. von Wüllenweber. Ihr Sohn Karl Theodor Franz Joseph (von) Jordans, noch 1797 in Neuss geboren, wurde 1742 in Trier in den preußischen Adel aufgenommen und erhielt sein dazugehöriges Diplom in Berlin 1858. Karl von Jordans übernahm auch den Grundbesitz des Vaters, die Burg Morenhoven, und erwarb weitere Güter in der Region.

## Genealogie Jordans/von Jordans
- Gothaisches Genealogisches Taschenbuch der Briefadeligen Häuser. 1907. Erster Jahrgang, Justus Perthes, Gotha 1906, S. 357 f.